# Eyeborgs – Nichts ist, wie es scheint
Eyeborgs – Nichts ist, wie es scheint ist ein US-amerikanischer Science-Fiction-Horrorfilm aus dem Jahr 2009 von Regisseur Richard Clabaugh. Im Film wurden zur Sicherheit der Gesellschaft Eyeborgs genannte Kamera-Roboter erfunden, welche die Bevölkerung durchgängig überwachen und kontrollieren. Der Film wurde am 29. April 2009 veröffentlicht. In Deutschland am 28. Juli 2011 als DVD.

## Handlung
Aus Angst vor Terroranschlägen startet die US-Regierung ein neues, umfangreiches Überwachungsprogramm: Fortan werden sämtliche Häuser, Straßen und Büros konstant von mobilen Kameras, den Eyeborgs, überwacht. Es gibt keine Privatsphäre mehr, denn die Kameras sind alle flächendeckend miteinander vernetzt und filmen ohne Pause. Dieses Netzwerk wird ODIN (Optical Defense Intelligence Network) genannt. Gunner Reynolds ist ein Top Agent des Department of Homeland Security und Befürworter und Unterstützer des Programms. Als er jedoch einige mysteriöse Todesfälle (u. a. den Tod eines gewissen Sankur, der kurz vor seinem Tod behauptet, die Roboter würden brutal morden und ihn als Mitwisser ausschalten wollen) untersucht, bei denen die objektiven Beweise nicht zu den Aufzeichnungen der Kameras passen, beginnt er, dem System zu misstrauen und vermutet, dass die Kameras auch selbst aktiv werden und morden. Er glaubt zunächst, dass Terroristen sich in das System gehackt haben.
Bei seinen Untersuchungen will ihm keiner seiner Kollegen glauben. Er stößt jedoch auf den Sänger Jarrett Hewes, den Neffen des Präsidenten Benjamin Hewes, und die Journalistin Barbara Hawkins, die aufgrund privater Erfahrungen ebenfalls dem System misstrauen. Es fällt auf, dass offenbar Personen umgebracht werden, weil sie dem System misstrauen. Auf einer Wahlkampfveranstaltungen seines Onkels soll Jarrett mit seiner Gitarre auftreten. Aufgrund von Schäden lässt er die Gitarre allerdings kurz vorher von seinem Freund G-Man reparieren, der einen unauffälligen Sprengsatz in der Gitarre einbaut. Als herauskommt, dass der Präsident in Gefahr ist, droht die Situation zu eskalieren.
Das Gebäude, in dem der Präsident, sich aufhalten soll, wird gestürmt. Reynolds findet jedoch heraus, dass sich im Gebäude kein Präsident befindet. Es stellt sich heraus, dass die Wahlkampfveranstaltungen nur gefälscht ist. Als sie dann von Robotern angegriffen werden, überschlagen sich die Ereignisse, denn es kommt heraus, dass das Überwachungssystem selbst die Kontrolle übernommen hat, und es gar keine Terroristen gibt. Reynolds und Jarrett können sich vor riesigen Kampfrobotern, die nicht von Menschenhand gebaut worden sein können, in Sicherheit bringen, bevor Hawkins mit Hilfe der Gitarrenbombe das Gebäude sprengt. Damit ist die Gefahr jedoch nicht gebannt. Zwar konnte Hawkins die Aufzeichnungen der Roboter-Attacke Reynolds unterjubeln, aber bis sich die Wahrheit über das System verbreitet, muss viel Überzeugungsarbeit in der leichtgläubigen Bevölkerung geleistet werden. Dieser wurde nämlich vorgegaukelt, der Anschlag auf Präsident Hewes sei durch Terroristen aus dem fiktiven Zambikistan ausgelöst worden. Reynolds stellt das Video ins Internet und taucht mit Jarrett unter und jagt die Roboter heimlich.

## Hintergrund
Mit geschätzten 3,7 Mio. US-Dollar liegt der Film nur knapp über dem Budget typischer Direct-to-Video-Horrorfilme. Zwar ist das gezeigte Szenario Gegensatz zu vielen anderen Filmen des Genres tatsächlich denkbar, jedoch wird im Film oft satirisch und zynisch übertrieben.

## Kritik
Das Lexikon des internationalen Films beurteilt den Film als „[b]illig produzierte[n] Science-Fiction-Thriller, der die Motivation der Protagonisten nicht transparent macht.“

## Belege
1. ↑   Freigabebescheinigung für Eyeborgs – Nichts ist, wie es scheint. Freiwillige Selbstkontrolle der Filmwirtschaft, April 2011 (PDF; Prüfnummer: 127 476 V).
2. ↑  Eyeborgs; Handlung; Rezeption; Besetzung. In: haltenraum.com. 20. August 2016, abgerufen am 29. Oktober 2017.
3. ↑  Andreas: Eyeborgs - Nichts ist, wie es scheint - Das Science-Fiction-Film-Lexikon-Blog-Ding ... In: scififilme.de. 28. Dezember 2011, abgerufen am 29. Oktober 2017.
4. ↑  Eyeborgs – Nichts ist, wie es scheint. In: Lexikon des internationalen Films. Filmdienst, abgerufen am 30. Oktober 2017.